# 장쟈위엔

장쟈위엔(张 嘉 元, 2003년 1월 8일 ~ )은 중국의 가수이자 기타리스트이다. 소속사는 와지지와 엔터테인먼트이다.  개인 팬덤명은 「OO」(元元)이며, 상징색은 「섭씨 15도」이다.   

## 생애
장쟈위엔은 중국 랴오닝성 잉커우시에서 태어났다. 그의 형제로는 누나가 한 명 있다. 2020년 명일지자 출연으로 첫 무대를 하고 호평을 받았고, 귀여운 외모와 큰 키로 주목을 받았다.

## 활동

### 2020년: 데뷔
〈명일지자 슈퍼밴드〉에 개인 통기타로 지원하여 마저와 팀을 이루어 1차 경연에 임했으나 패배하여 은하계악단 팀으로 들어가게 되었다. 그 후에 현재 은하계악단 멤버들이 합류하면서 지금의 은하게악단 멤버들로 구성이 되었고, TOP4까지 올라갔으나 4위에서 그치게 되었다. 〈명일지자 슈퍼밴드〉가 끝나고 난 뒤 정식 데뷔를 하지 못한 은하계악단과 와지지와 엔터테인먼트가 계약 후 2020년 9월 12일, 정식 데뷔하게 되었다.

### 2021년: 활동
2021년 1월 15일 은하계악단 음원을 발매한 후 런인펑, 푸쓰차오와 함께 2월 17일〈창조영 2021〉에 참가하였다. 4월 24일, 런인펑, 푸쓰차오와 함께 파이널에 진출하였다. 아쉽게도 런인펑과 푸쓰차오는 최종 탈락하였으나 장쟈위엔은 최종 8위로 INTO1으로 데뷔하였다.

### 프로그램
| 일시                             | 방송사            | 제목                  | 비고                        |
| 2020년 7월 ~ 2021년 9월          | 텐센트 비디오     | 《명일지자》          | 참가자                      |
| 2021년 2월 17일－2021년 4월 24일 | 텐센트 비디오     | 《창조영 2021》       | 참가자                      |
| 2021년 5월 3일                   | INTO1 공식 유튜브 | 《未知周刊! INTO1!》  | 보이 그룹 INTO1의 단독 예능 |
| 2021년 7월 11일                  | INTO1 공식 유튜브 | 《ONE事大吉! INTO1!》 | 보이 그룹 INTO1의 단독 예능 |

#### 명일지자악단기
| 회차    | 팀명                  | 곡명                         | 영상링크  |
| 1화(上) | 개인 평가             | 《혜화동(惠化洞)》           | 무대 영상 |
| 3화     | 元气马马乐团          | 《胆小鬼》                   | 무대 영상 |
| 4화     | 银河系乐团            | 《追光者》                   | 무대 영상 |
| 6화     | 银河系乐团 & 덩쯔치   | 《我走后的夜与昼》           | 무대 영상 |
| 8화(上) | 银河系乐团            | 《隔着银河的距离，我们相遇》 | 무대 영상 |
| 8화(下) | 银河系乐团 & 정나이신 | 《Forever Young》            | 무대 영상 |
| 9화     | 银河系乐团 & 마쟈치   | 《Don’t Break My Heart》     | 무대 영상 |

#### 창조영 2021
| 편수 | 순위 | 등락      | 표 수 （응원도） | 등급  | 비고      |
| 2화  | 3위  | 순위 진입 | 표 수 미공개     | C→B→C |           |
| 3화  | 7위  | ▼ 4       | 표 수 미공개     | C→B→C |           |
| 4화  | 7위  | ▬         | 표 수 미공개     | C→B→C |           |
| 5화  | 7위  | ▬         | 12,624,851표     | C→B→C |           |
| 6화  | 10위 | ▼ 3       | 표 수 미공개     | C→B→C |           |
| 7화  | 10위 | ▬         | 9,477,805표      | C→B→C |           |
| 8화  | 11위 | ▼ 1       | 표 수 미공개     | C→B→C |           |
| 9화  | 11위 | ▬         | 3,816,761표      | C→B→C |           |
| 10화 | 8위  | ▲ 3       | 13,612,487표     | C→B→C | 최종 데뷔 |

## 여담
- 둥베이 사투리를 사용한다, 본인은 보통화를 잘한다고 주장하지만 외국인 멤버가 유일하게 말을 못 알아듣는 멤버라고 언급한 적이 있을 정도로 심한 방언을 구사한다. 같은 수업의 외국인 멤버들에게 둥베이 사투리를 가르쳤다가 선생님께 혼난 적이 있다고 한다.

- 공부를 잘하는 편이다. 잉커우시에서 두 번째로 공부를 잘 하는 고등학교를 졸업했으나 성적 우수생들이 모인 '실험반'에서는 꼴지였다고 한다.

- 결혼한 누나가 있는데 매형과 매우 친한 사이로 보인다. 2021년 6월 13일, 장쟈위엔의 웨이보가 6월 8일부터 올라오지 않자 매형이 자신의 도우인에 피아노를 치며 노래를 불러 올렸는데, 가사로 “웨이보를 새로고침해도 6월 8일 19시에 머물러있어 사진을 다시 볼 수밖에 없어 난 재촉하고 싶진 않지만 그리움으로 가득해... 네가 반드시 올 거라고 믿어 곧 비밀번호를 찾을 거라고... ”라고 쓴 영상을 올렸다. 이에 장쟈위엔은 그 영상에 댓글을 달고 그 날 웨이보에 새로운 사진을 게시했다.

- 아이스크림을 매우 좋아한다. 최애 맛은 하겐다즈의 마카다미아.

- 요리를 매우 잘하는 편이다. 특히 잘하는 요리는 양식.

- 2021년 가오카오[6]에 지원했으나 응시하지는 않았다.